# Wulf Isebrand (Schiff)
Die Wulf Isebrand ist ein Seezeichenschiff des Wasserstraßen- und Schifffahrtsamtes Elbe-Nordsee.

## Geschichte
Das Schiff wurde von der Fachstelle Maschinenwesen Nord für das damalige Wasser- und Schifffahrtsamt Tönning bestellt. Es wurde 2002/2003 unter der Baunummer 1950 gebaut. Bauwerft war die Fassmer-Werft in Berne/Motzen. Die Kiellegung des Schiffes fand am 4. November 2002, der Stapellauf im Januar 2003 statt. Die Fertigstellung erfolgte am 17. Oktober 2003.
Namensgeber des am 3. November 2003 in Dienst gestellten Schiffes ist der Volksheld Dithmarschens, Wulf Isebrand. Schwesterschiff ist die Sturmmöwe des Wasserstraßen- und Schifffahrtsamtes Ostsee.

## Einsatz

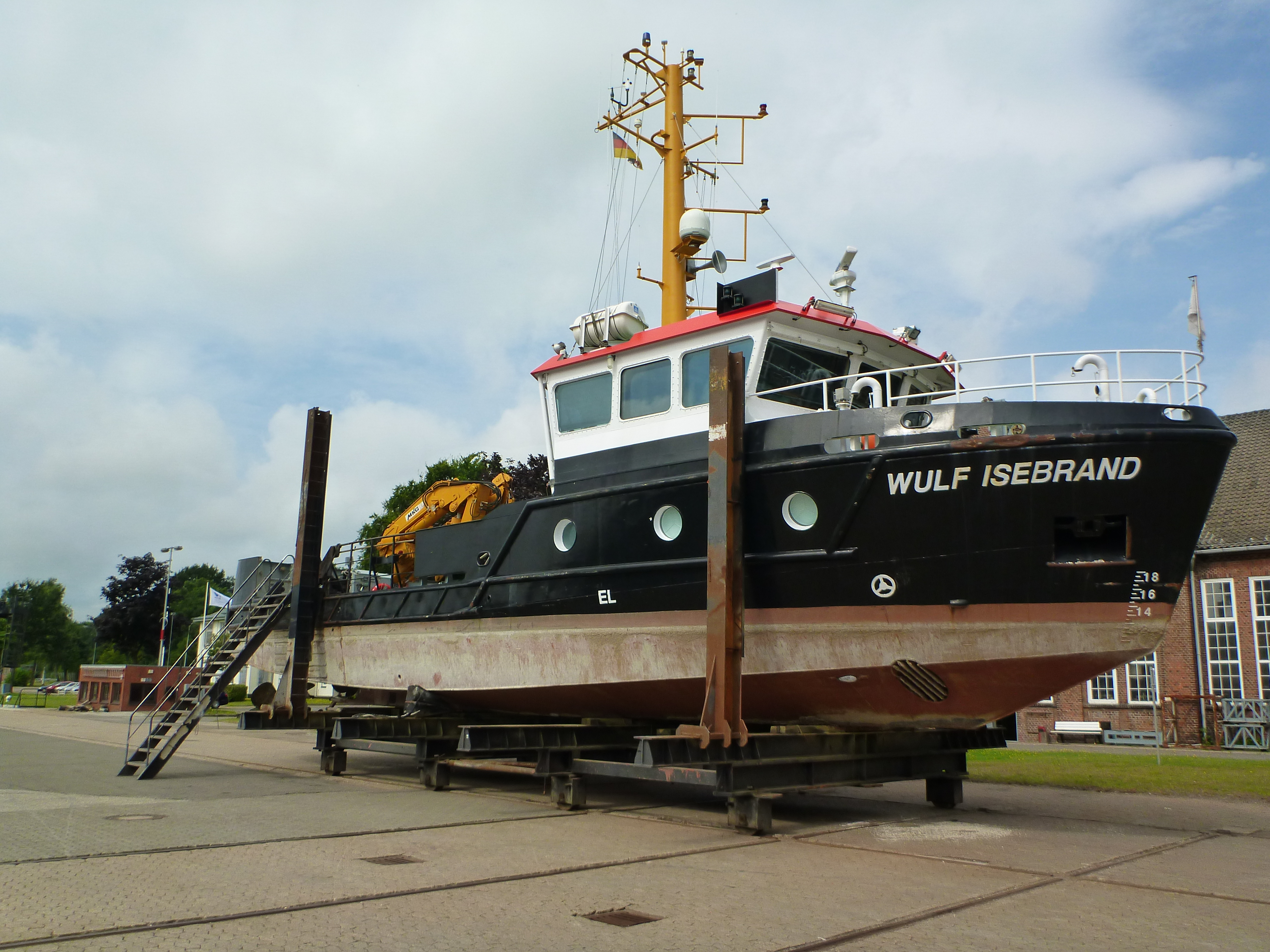
Wulf Isebrand in der Werft des Bauhofs Rendsburg

Das Schiff wird vor der schleswig-holsteinischen Nordseeküste für das Auslegen, Einholen und die Kontrolle schwimmender Seezeichen und Bakensetzarbeiten sowie für die Hindernisbergung und Verkehrssicherungsaufgaben eingesetzt. Weiterhin dient das Schiff dem Personen- und Materialtransport sowie Peilungen und wasserbaulichen und gewässerkundlichen Arbeiten.
Die Reichweite des Schiffes beträgt rund 950 Seemeilen.

## Technische Daten und Ausstattung
Das Schiff wird von einem Sechszylinder-Viertakt-Dieselmotor des Herstellers MTU Friedrichshafen (Typ 6 R 183 TE 62) mit 275 kW Leistung angetrieben. Der Motor wirkt über ein Getriebe auf einen Festpropeller. Im Bug des Schiffes befindet sich eine Querstrahlsteueranlage mit 50 kW Leistung.
Für die Stromversorgung sind zwei Generatoren mit 89 kVA bzw. 38 kVA Scheinleistung verbaut.
Im Achterschiffsbereich befindet sich ein 48 m² großes Arbeitsdeck mit einem Hydraulikkran. Dieser verfügt über 10,2 m Auslage. Die Hublast beträgt 3,95 t bei 4,45 m Auslage. Der Rumpf des Schiffes ist eisverstärkt, das Schiff mit der Eisklasse „E“ klassifiziert.